# Cañada Tierra Blanca
Cañada Tierra Blanca är en ort i Mexiko.   Den ligger i kommunen Santiago Nundiche och delstaten Oaxaca, i den sydöstra delen av landet, 280 km sydost om huvudstaden Mexico City. Cañada Tierra Blanca ligger 2 054 meter över havet och antalet invånare är 104.
Terrängen runt Cañada Tierra Blanca är huvudsakligen lite kuperad. Cañada Tierra Blanca ligger nere i en dal. Runt Cañada Tierra Blanca är det glesbefolkat, med 8 invånare per kvadratkilometer. Närmaste större samhälle är Heroica Ciudad de Tlaxiaco, 10,7 km söder om Cañada Tierra Blanca. I omgivningarna runt Cañada Tierra Blanca växer huvudsakligen savannskog.